# Ptychostomum
Ptychostomum Hornsch., 1824 è un genere di muschi della famiglia Bryaceae.

## Distribuzione e habitat
Il genere ha una distribuzione cosmopolita, essendo presente in tutti i continenti compresa l'Antartide.

## Tassonomia
Il genere comprende le seguenti specie:
- Ptychostomum altisetum (Müll. Hal.) J.R.Spence & H.P.Ramsay
- Ptychostomum archangelicum (Bruch & Schimp.) J.R.Spence
- Ptychostomum arcticum (R. Br.) J.R.Spence
- Ptychostomum austriacum (Köckinger, Holyoak & Suanjak) D. Bell & Holyoak
- Ptychostomum axel-blyttii (H. Philib.) J.R.Spence
- Ptychostomum bimum (Schreb.) J.R.Spence
- Ptychostomum bryoides (R. Br.) J.R.Spence
- Ptychostomum calophyllum (R. Br.) J.R.Spence
- Ptychostomum cernuum (Hedw.) Hornsch.
- Ptychostomum chorizodontum (Cardot & Broth.) J.R.Spence
- Ptychostomum compactum Hornsch.
- Ptychostomum creberrimum (Taylor) J.R.Spence & H.P.Ramsay
- Ptychostomum cryophilum (Mårtensson) J.R.Spence
- Ptychostomum cyclophyllum (Schwägr.) J.R.Spence
- Ptychostomum cylindrothecium (R. Br. bis) J.R.Spence & H.P.Ramsay
- Ptychostomum dicarpum (E.B. Bartram) J.R.Spence
- Ptychostomum donatii (Thér.) Ochyra & Bedn.-Ochyra
- Ptychostomum eatonii (Mitt.) Ochyra & Bedn.-Ochyra
- Ptychostomum funkii (Schwägr.) J.R.Spence
- Ptychostomum gayanum (Mont.) Ochyra & Bedn.-Ochyra
- Ptychostomum hawaiicum (Hoe) J.R.Spence
- Ptychostomum inclinatum (Sw. ex Brid.) J.R.Spence
- Ptychostomum intermedium (Brid.) J.R.Spence
- Ptychostomum kerguelense (Mitt.) Ochyra & Bedn.-Ochyra
- Ptychostomum knowltonii (Barnes) J.R.Spence
- Ptychostomum lamprochaete (Dusén) J.R.Spence
- Ptychostomum lonchocaulon (Müll. Hal.) J.R.Spence
- Ptychostomum longisetum (Blandow ex Schwägr.) J.R.Spence
- Ptychostomum marratii (Hook. & Wilson) J.R.Spence
- Ptychostomum meesioides (Kindb.) J.R.Spence
- Ptychostomum minii (Podp. ex Guim.) D. Bell & Holyoak
- Ptychostomum mucronatum (Mitt.) Ochyra & Bedn.-Ochyra
- Ptychostomum neodamense (Itzigs.) J.R.Spence
- Ptychostomum nitidulum (Lindb.) J.R.Spence
- Ptychostomum nivale (Müll. Hal.) Ochyra & Bedn.-Ochyra
- Ptychostomum orthothecium (Cardot & Broth.) Holyoak & N. Pedersen
- Ptychostomum pacificum J.R.Spence  & Shevock
- Ptychostomum pallens (Sw.) J.R.Spence
- Ptychostomum pallescens (Schleich. ex Schwägr.) J.R.Spence
- Ptychostomum pauperculum (E.B. Bartram) J.R.Spence
- Ptychostomum pseudotriquetrum (Hedw.) J.R.Spence & H.P.Ramsay ex Holyoak & N. Pedersen
- Ptychostomum purpurascens (R. Br.) J.R.Spence
- Ptychostomum reedii (H. Rob.) J.R.Spence
- Ptychostomum revolutum (Müll. Hal.) Ochyra & Bedn.-Ochyra
- Ptychostomum rutilans (Brid.) J.R.Spence
- Ptychostomum salinum (I. Hagen ex Limpr.) J.R.Spence
- Ptychostomum schleicheri (DC.) J.R.Spence
- Ptychostomum sibiricum (Lindb. & Arnell) J.R.Spence
- Ptychostomum subneodamense (Kindb.) J.R.Spence
- Ptychostomum teres (Lindb.) J.R.Spence
- Ptychostomum touwii Bijlsma, Kruijer & M. Stech
- Ptychostomum turbinatum (Hedw.) J.R.Spence
- Ptychostomum vermigerum (Arnell & C.E.O. Jensen) J.R.Spence
- Ptychostomum vernicosum (Dusén) J.R.Spence
- Ptychostomum warneum (Schwägr. ex Steud.) J.R.Spence
- Ptychostomum weigelii (Biehler) J.R.Spence
- Ptychostomum wrightii (Sull. & Lesq.) J.R.Spence
- Ptychostomum zeballosicum (Cardot & Broth.) Ochyra & Bedn.-Ochyra